# Изола-Белла (Сицилия)
И́зола-Бе́лла (итал. Isola Bella, сиц. Ìsula Bedda) — островок на восточном побережье Сицилии, в небольшой бухте Ионического моря, недалеко от Таормины (к которой относится и административно).
Барон фон Глёден прозвал остров «жемчужиной Средиземноморья». В XIX веке принадлежал английской аристократке Флоренс Тревельян. Находился в частной собственности до 1990 года, когда сицилийские власти выкупили его и устроили там некое подобие заповедника. Находится под управлением итальянского филиала всемирного фонда дикой природы. 
Существует узкий путь, которой соединяет остров с материковым пляжем. На острове тоже есть маленький каменистый пляж, где часто загорают местные жители. 

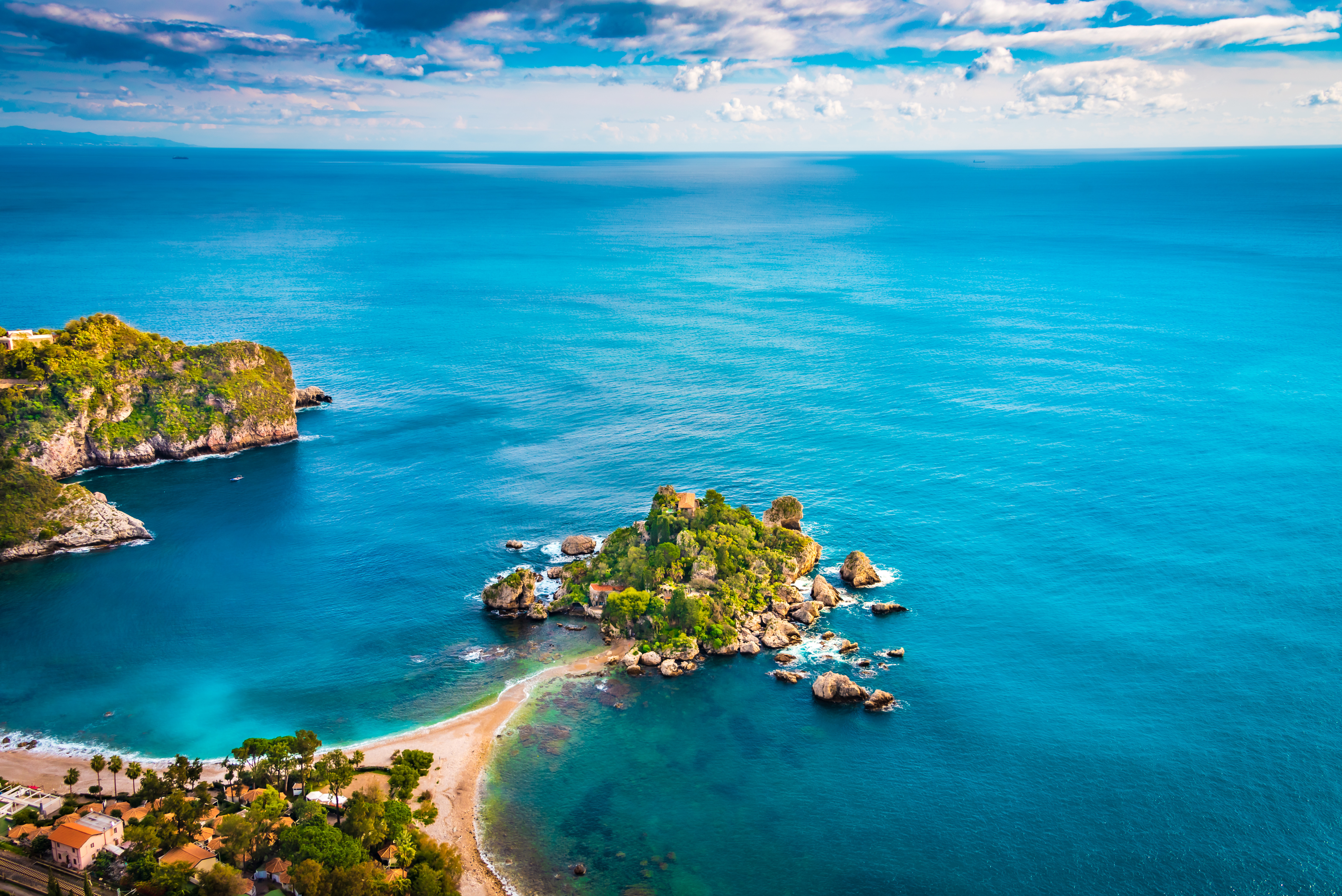
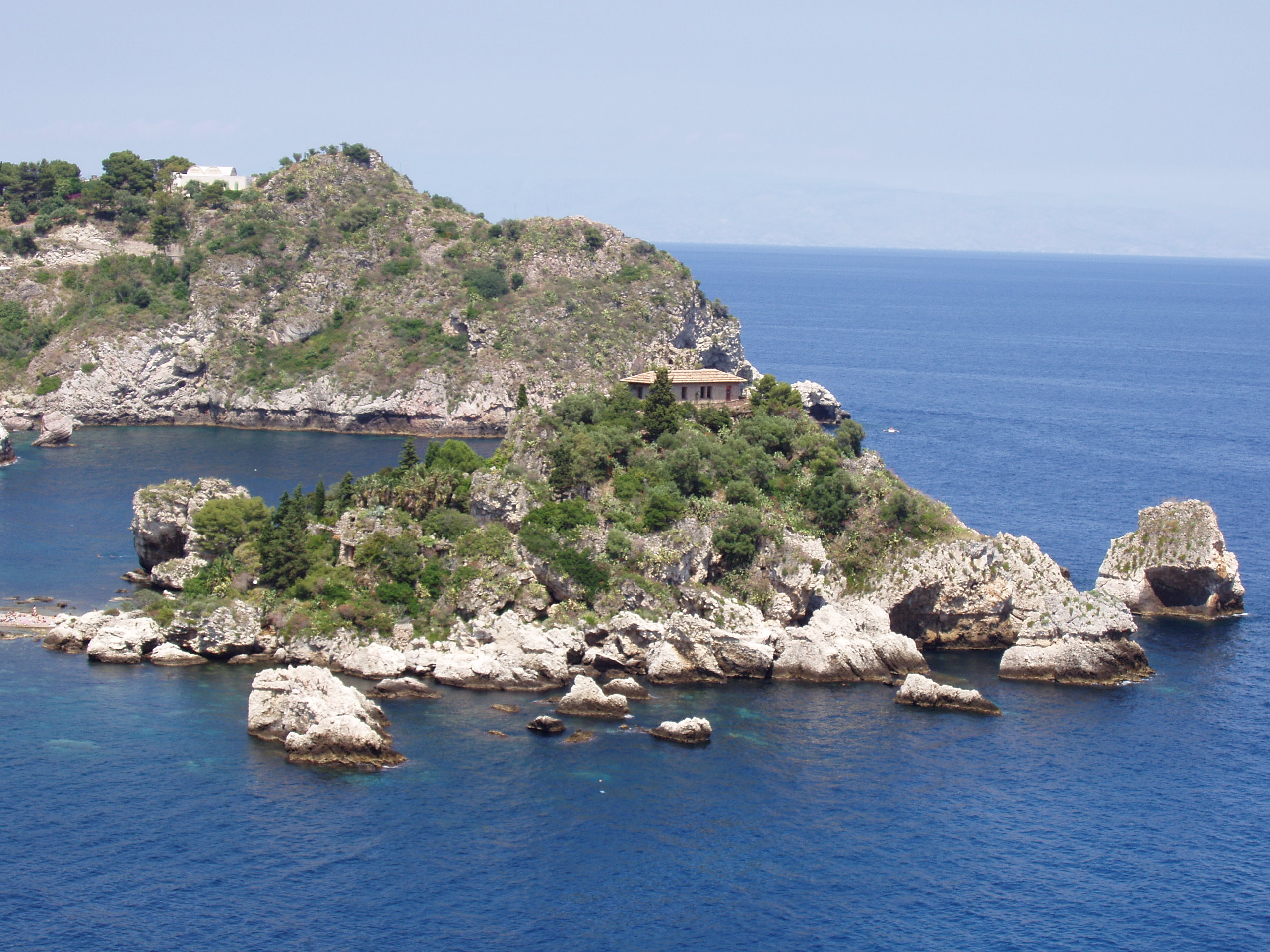
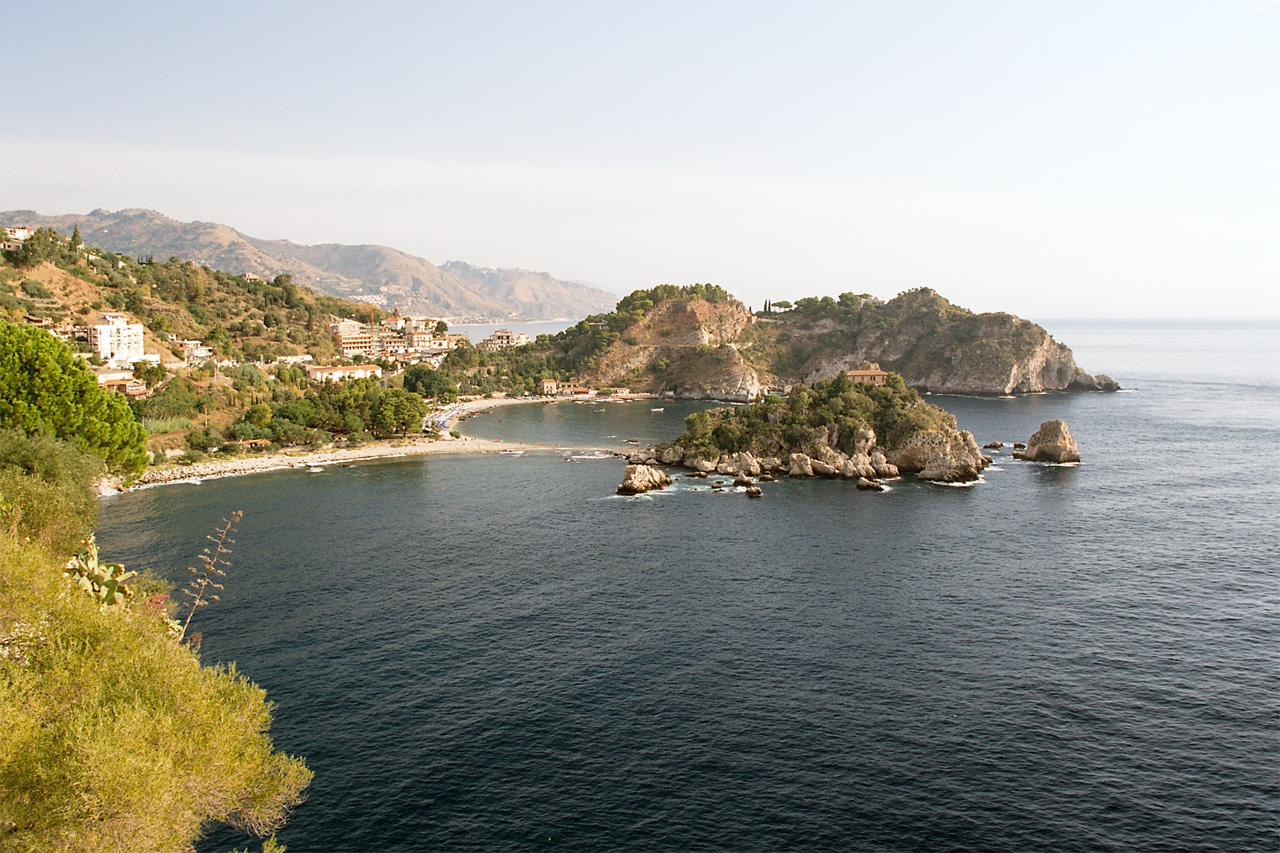